# Operone trp

Struttura (in lingua inglese) dell'operone trp

L'operone trp è un operone reprimibile di Escherichia coli, dove con reprimibile si intende che agisce inibendo la sintesi degli enzimi di una via anabolica qualora il prodotto finale di questa sia disponibile.
Questo operone è lungo circa 7000 bp e presiede alla biosintesi dell'amminoacido triptofano (trp).
I geni strutturali in esso presenti sono cinque: trpE, trpD, trpC, trpB e trpA, partendo dal lato della regione leader.
Si distinguono in base alla funzione, ordinatamente, le seguenti regioni:
- promotore;
- operatore;
- regione leader trpL contenente un sito attenuatore att;
- i cinque geni strutturali.

L'espressione dell'operone è controllata con due meccanismi:
1. in caso di abbondanza di Trp, questo converte una proteina aporepressore, inattiva, in una proteina repressore, codificata dal gene regolatore R, che si lega all'operatore, impedendo l'inizio della trascrizione da parte dell'RNA polimerasi; si ha una riduzione della trascrizione dell'operone di circa 70 volte. Così facendo il triptofano-corepressore, andando ad attivare il repressore, evita alla cellula di sintetizzare quantitativi inutili di questo amminoacido; ma dal momento in cui la concentrazione intracellulare di triptofano diminuisce, il corepressore-triptofano si staccherà dal repressore e così facendo esso si staccherà dall'operatore in modo che i geni per la sintesi del triptofano possano tornare ad essere espressi.;
2. in caso di povertà di Trp, la bassa concentrazione di quest'ultimo renderà molto raro, se non addirittura nullo, il legame del triptofano alla proteina repressore, la quale senza il legame con l'amminoacido resterà in uno stato di carica e di conformazione che la rende inadatta a formare legami con l'operatore. Il tutto si traduce in una mancata repressione dell'operone trp e quindi nella sua continua trascrizione.

Nel meccanismo 1 la molecola effettore triptofano funge da corepressore, attivando il repressore; nel sistema dell'operone lac di Escherichia coli, al contrario, la molecola effettore allolattosio è un induttore, diminuendo l'affinità repressore-DNA.
Il meccanismo 2 è definito attenuazione.

## Modello molecolare dell'attenuazione
La regione leader codifica un corto polipeptide.
Il codone di stop per questo polipeptide è preceduto da due codoni adiacenti per il triptofano.
Nella regione leader dell'mRNA ci sono 4 regioni che possono appaiarsi ciascuna con quella successiva, dando luogo a eventi diversi.
La traduzione dell'mRNA leader avviene immediatamente a monte della sua trascrizione perché, a causa dell'appaiamento delle sue regioni 1 e 2, l'RNA polimerasi si blocca per un tempo sufficientemente lungo da permettere l'inizio della traduzione.
Se c'è carenza di triptofano, il ribosoma poi si arresta in corrispondenza della coppia di codoni triptofano, dentro la regione 1; si ha l'appaiamento delle regioni 2 e 3, che non permette l'appaiamento delle regioni 3 e 4, il quale rappresenta un segnale di terminazione: così l'RNA polimerasi conclude la sintesi dell'operone.
L'appaiamento delle regioni 2 e 3 è quindi un segnale chiamato di antiterminazione.
Se c'è triptofano in quantità sufficiente, il ribosoma si fermerà al codone di stop del peptide leader, dentro la regione 2: ciò provocherà l'appaiamento 3-4 e quindi la terminazione della trascrizione.
La struttura 3-4 è chiamata attenuatore.